# سیمون الکت
سیمون الکت (به انگلیسی: Simeon Olcott) سناتور سابق عضو حزب فدرالیست (آمریکا) بود. وی در سال ۱۸۰۱ تا ۱۸۰۵ میلادی سناتور ایالت نیوهمپشایر در سنای ایالات متحده آمریکا بود.